# Paspalum dissectum
Paspalum dissectum är en gräsart som först beskrevs av Carl von Linné, och fick sitt nu gällande namn av Carl von Linné. Paspalum dissectum ingår i släktet tvillinghirser, och familjen gräs. Inga underarter finns listade i Catalogue of Life.